# Forbes

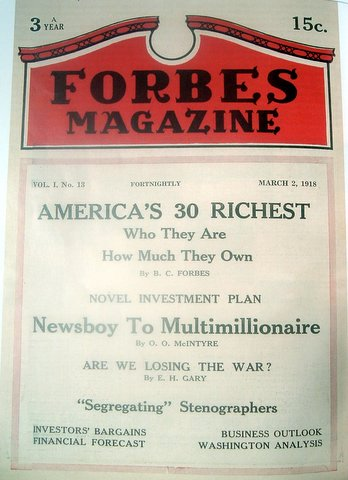
Forbes-Ausgabe von 1918

Forbes ist eine englischsprachige Zeitschrift und eines der erfolgreichsten Wirtschaftsmagazine weltweit. Sie gehört seit 2014 dem Investmentunternehmen Integrated Whale Media Investment aus Hongkong. Sie wird von der Forbes Inc. herausgegeben, die ihren Hauptsitz in Jersey City, New Jersey hat.

## Erscheinungsweise
Die Zeitschrift erscheint 14-täglich in einer Auflage von über einer Million Exemplaren und verfügt über 27 lizenzierte Länderausgaben, unter anderem in Afrika, China, Indien und Russland. Die deutschsprachige Ausgabe vereint seit Oktober 2017 das Einzugsgebiet Baden-Württemberg, Bayern, Liechtenstein, Österreich, die Schweiz und Südtirol. Ein erheblicher Teil der Magazininhalte ist darüber hinaus auch kostenfrei online abrufbar.

## Geschichte

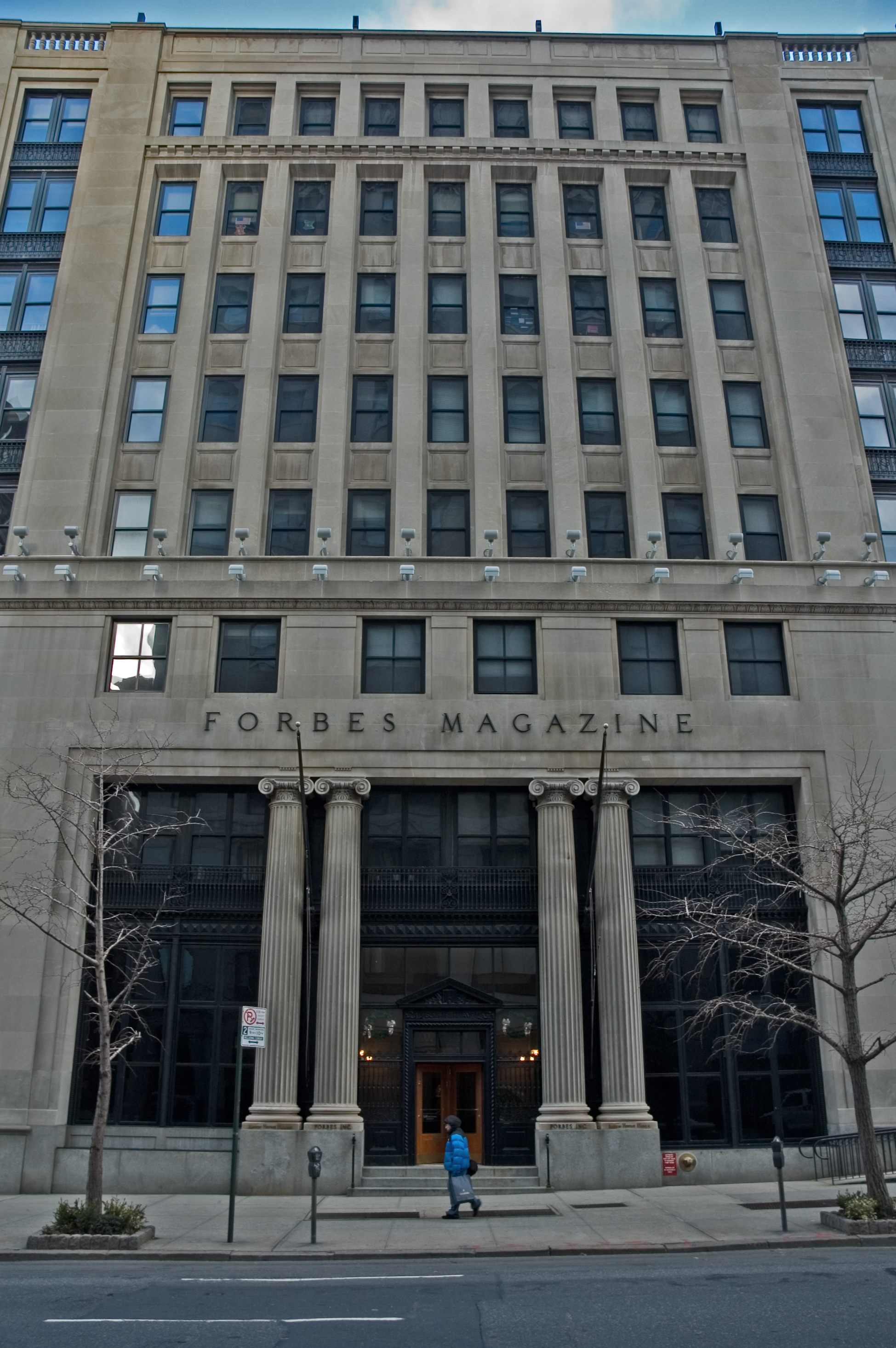
Das ehemalige Forbes-Gebäude an der Fifth Avenue in New York City

Forbes wurde 1917 vom schottischen Einwanderer B. C. Forbes (1880–1954) gegründet, der vorher unter anderem Wirtschaftskolumnist bei Hearst war. Nach seinem Tod 1954 übernahm sein Sohn Bruce Charles Forbes (1916–1964) das Geschäft. Nach dem Tod von Bruce übernahm sein Bruder Malcolm Forbes (1919–1990) die Geschäftsleitung. Nach Malcolms Tod wurde sein ältester Sohn Malcolm Stevenson „Steve“ Forbes Jr. (* 1947) Präsident und CEO von Forbes sowie Chefredakteur der Zeitschrift. Sie gehört seit 2014 dem Investmentunternehmen Integrated Whale Media Investment aus Hongkong.
Im Mai 2023 versuchte Austin Russell, der Gründer und CEO von Luminar Technologies, 82 % der Anteile an dem Unternehmen für 800 Mio. US-Dollar zu erwerben, was letztendlich daran scheiterte, dass Russell das Kapital nicht aufbringen konnte.

## Ranglisten
Forbes ist für die vielen erstellten Ranglisten zu verschiedenen Themen bekannt, beispielsweise:
- Die jährlich veröffentlichte Liste The World’s Billionaires („Die Milliardäre der Welt“) führt weltweit alle Personen auf, deren geschätztes persönliches Vermögen eine Milliarde US-Dollar übersteigt.
- Die Forbes 400 listet jährlich die 400 reichsten US-Amerikaner.
- Die Liste The World’s Most Powerful People („Die mächtigsten Personen der Welt“)[6] ist eine Rangliste der derzeit 72 mächtigsten Menschen der Welt.
- The World’s 100 Most Powerful Women („Die 100 mächtigsten Frauen der Welt“) wird seit 2004 veröffentlicht. Kriterien für die Bewertung der Macht sind das Auftreten in den Medien, gemessen an Pressezitaten, und der politische und wirtschaftliche Einfluss.[7] 2004[8] und 2005[9] wurde die Liste von Condoleezza Rice und Wu Yi angeführt. 2006 platzierte sich Angela Merkel als neugewählte deutsche Kanzlerin auf Platz eins der Liste[10] und erlangte diesen Rang seitdem (mit Ausnahme von 2010) bis 2020 jedes Jahr in Folge.[11][12][13][14][15][16]
- Die Forbes Global 2000 ist eine Rangliste der 2000 größten Unternehmen der Welt und ersetzte 2003 die Liste Forbes 500, eine Rangliste der 500 größten Unternehmen der USA.
- Die Fictional 15 ist eine Liste der 15 reichsten fiktiven Figuren.
- Die Midas List ist eine jährliche Rangliste der einflussreichsten und erfolgreichsten Risiko-Kapitalgeber. 2008 angeführt durch John Doerr
- Die Forbes 30 Under 30 ist laut Forbes eine Liste mit herausragenden Personen unter 30 Jahren aus der Wirtschaft, organisiert in Kategorien.

Weitere Listen umfassen unter anderem die am höchsten bezahlten internationalen Sportler, Hedgefonds-Manager und Prominenten sowie die reichsten Personen einzelner Länder.